# Andra världskriget: Kampen vid fronten
Andra världskriget: Kampen vid fronten (engelska: World War II: From the Frontlines) är en brittisk historisk dokumentärserie från 2023 som hade premiär på strömningstjänsten Netflix den 7 december 2023. Första säsongen består av sex avsnitt.

## Handling
Dokumentärserien utnyttjar restaurerade arkivbilder från krigets alla vinklar för att visa andra världskriget.

## Medverkande
- John Boyega - berättare